# Старая ратуша в Амстердаме
«Старая ратуша в Амстердаме» (нидерл. Het oude stadhuis te Amsterdam) — картина нидерландского живописца Питера Санредама (1597—1665). Создана в 1657 году. Хранится в Государственном музее в Амстердаме (инв. № SK-C-1409).
В 1641 году Санредам приехал в Амстердам, чтобы написать картину старой ратуши на площади Дам. Это заняло у него шесть полных дней. Он поступил так, поскольку в 1640 году было решено заменить средневековый комплекс из четырёх зданий новой ратушей, которая больше бы подходила к образу лидирующего мирового центра торговли.
Санредам написал картину в 1657 году на основе своего прежнего рисунка. К тому времени старая ратуша была уже пять лет как разрушена «не более, чем за 3 часа». Он написал это на цоколе здания.
В 1658 году бурмистр Амстердама купил картину у Санредама за 300 гульденов для своего кабинета в новой ратуше (теперь Королевском дворце), которая к тому времени уже использовалась три года.